# Erginulus biserratus
Erginulus biserratus is een hooiwagen uit de familie Cosmetidae.